# Pallud
 Pallud  es una población y comuna francesa, en la región de Ródano-Alpes, departamento de Saboya, en el distrito de Albertville y cantón de Albertville-Nord.

## Demografía
| 366 | 346 | 426 | 524 | 582 | 597 |
| Para los censos de 1962 a 1999 la población legal corresponde a la población sin duplicidades (Fuente: INSEE [Consultar]) |     |     |     |     |     |